# Reform UK
A Reform UK egy brit euroszkeptikus politikai párt, amit Nigel Farage és a Brexit Párt politikusai alapítottak, miután az Egyesült Királyság hivatalosan is kilépett az Európai Unióból.

## Története

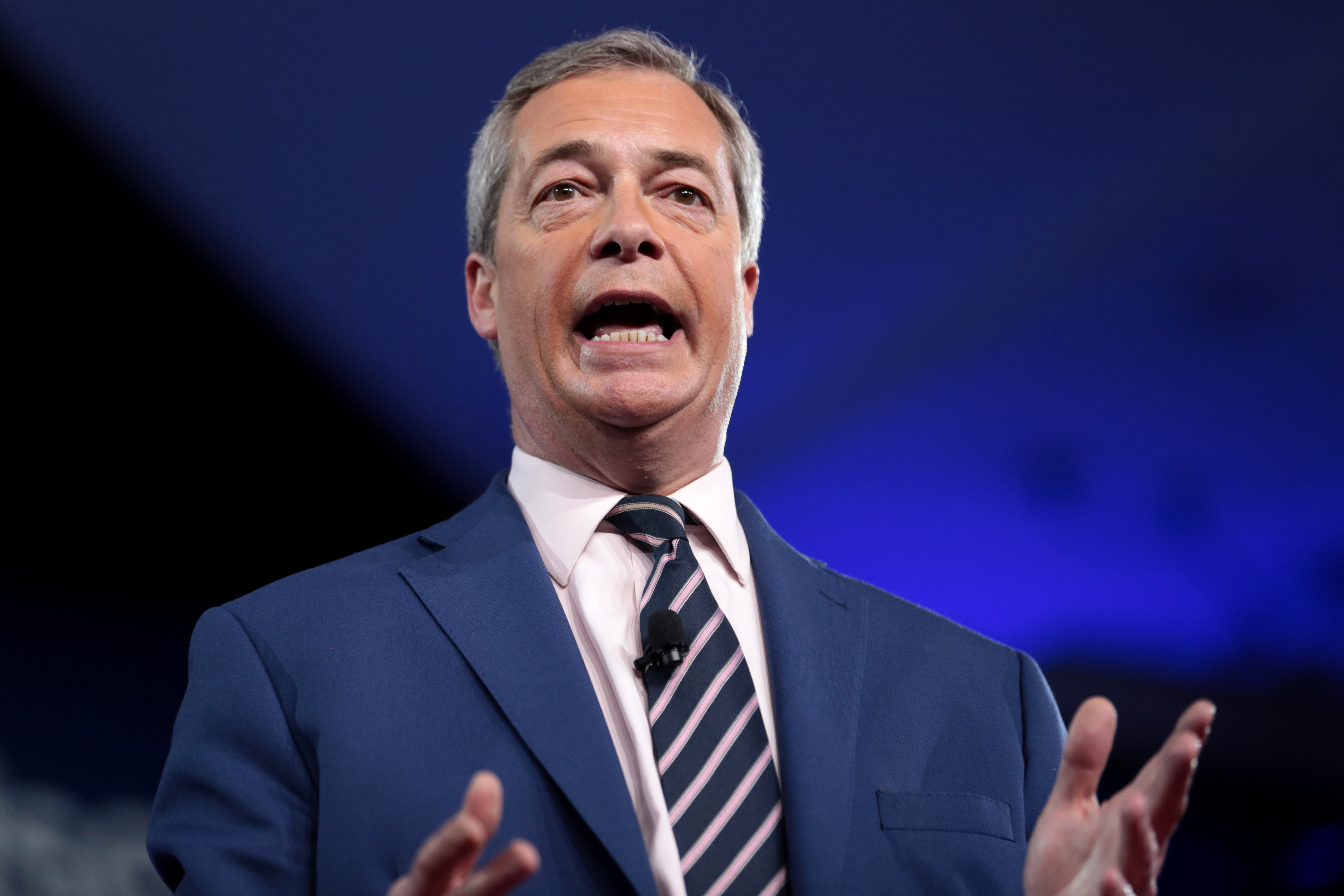
Nigel Farage, a párt vezetője

A Reform UK elődje, a Brexit Párt megalakulását Nigel Farage brit politikus, európai parlamenti képviselő jelentette be 2019. április 12-én a párt kampánynyitó rendezvényén Coventryben. A Brexit Párt alapvető célja a Brexit elérése volt, ami a 2016-os népszavazást követő időszakban nem valósult meg.
A közvélemény kutatások már néhány nappal a Brexit Párt hivatalos megalakulása után – 2019. április 17-én – is 15 százalékos támogatottságot mértek a párt számára. A 2019. május 22-én publikált YouGov-felmérés szerint a legnépszerűbb brit párttá lépett elő a 37 százalékos támogatottságával. A májusi közvélemény-kutatások azt jelezték előre, hogy a Brexit Párt a 2019-es európai parlamenti választásokon több szavazatra számíthatott, mint a Konzervatív Párt és a Munkáspárt együttvéve.
A 2019-es európai parlamenti választást a párt végül 31,6%-os eredménnyel megnyerte, így 29 képviselőt küldhetett az Európai Parlamentbe.
2019 decemberében Nigel Farage bejelentette, hogy a Brexit Pártot megszüntetik, és új pártot fognak létrehozni Reform Párt néven. 2021 januárjában bejegyezték a Reform UK nevű pártot.